# Michael Kluth

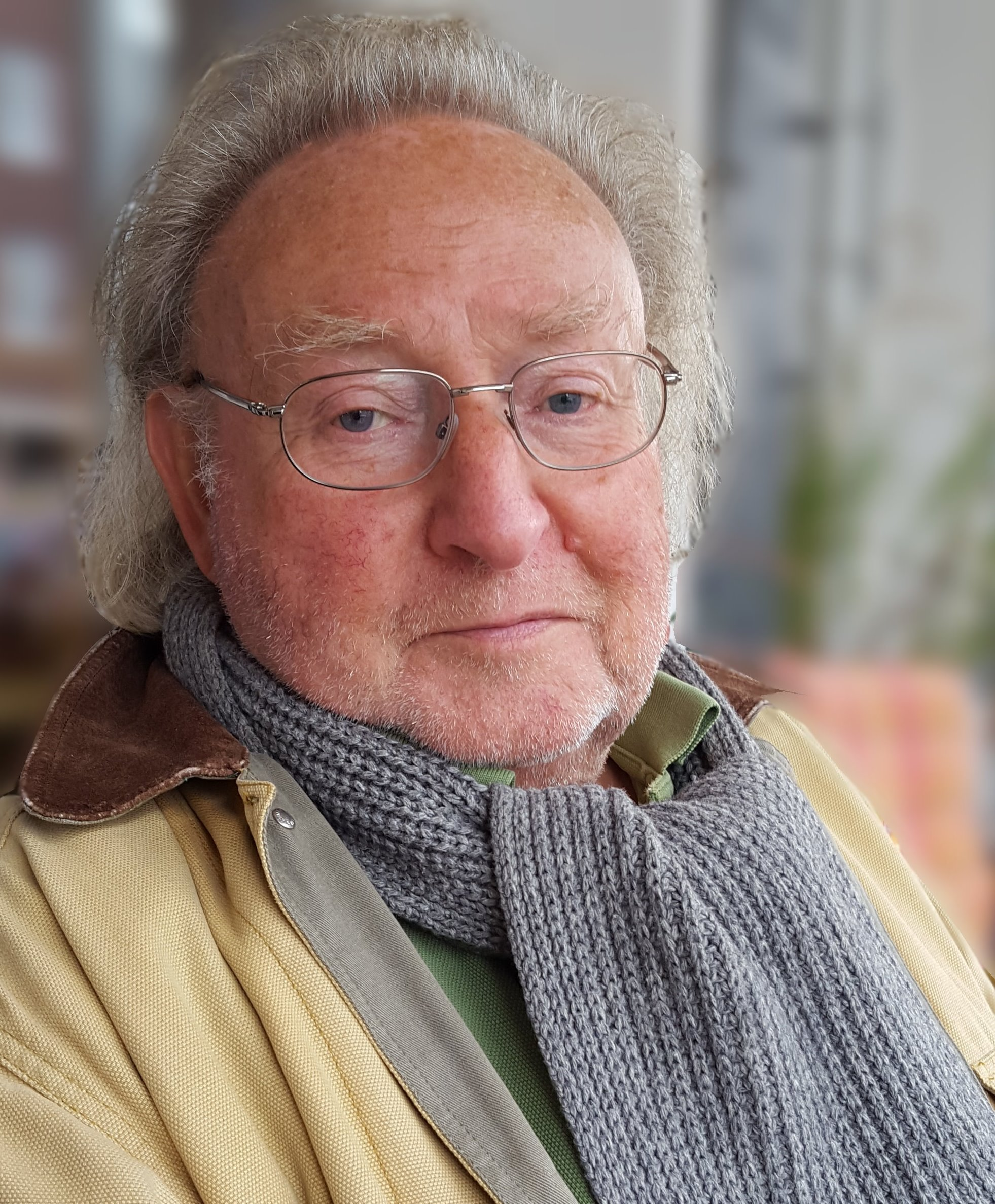
Michael Kluth 2018

Michael Kluth (* 1. August 1939 in Zeitz; † 5. März 2024 in Much) war ein deutscher Filmautor und Filmproduzent.

## Leben und Werk
Michael Kluth studierte Slawistik, Philosophie, Kunstgeschichte und Theaterwissenschaften in Hamburg und Wien, anschließend arbeitete er als Chefdramaturg am Staatstheater Darmstadt und an den Bühnen der Hansestadt Bremen. Seit Ende der sechziger Jahre arbeitete er als Autor von Filmen für das öffentlich-rechtliche Fernsehen (ARD, ZDF, später ARTE). An der Universität in Köln lehrte er von 1978 bis 1983 im Bereich Film-Fernseh- und Theaterwissenschaften.
Zu seinen Schwerpunkten zählten die osteuropäische, insbesondere ungarische Kultur, sowie deutsche und internationale Kulturpolitik. Porträts von Theater- und Kunstschaffenden sind von ihm realisiert worden, u. a. über den polnischen Theater-Avantgardisten Tadeusz Kantor, über Bertolt Brecht, Heiner Müller, den Maler, Bühnenbildner und Theaterregisseur Achim Freyer, über den Theaterleiter- und Regisseur Claus Peymann. Seit Ender der 1980er Jahre begleitete er mit der Kamera den Künstler Günther Uecker sowohl in seinem Düsseldorfer Atelier wie auch auf seinen Reisen ins Ausland. Dabei entstanden mehrere Dokumentationen für die ARD, das ZDF und ARTE. Ihr erstes gemeinsames Projekt war die Dokumentation: "Wie ein Bauer auf dem Feld". Teile davon wurden 1988/1989 an der Ostsee in der damaligen DDR gedreht, wo Günther Ücker aufgewachsen ist. Bis 2010 realisierte Michael Kluth regelmäßig Beiträge für die Kulturmagazine NDR/Kultur aktuell; ZDF/Aspekte; ARD/Kulturreport; ARTE/Metropolis – der deutsch-französische Kulturkanal. Von 2008 bis 2017 dokumentierte er außerdem die wechselnden Ausstellungen der Düsseldorfer Galerie KAI 10/Arthena Foundation. Inzwischen sind hier über 20 Kurzfilme entstanden.
Mitarbeiter bei den meisten Dokumentationen und Magazinbeiträgen Uri Adar, Reinhard Dellit, Hubert Neuerburg, Dieter Perschke, Henry Schmahlfeldt, Sándor Várkonyi (Kamera); Christian Lehmann, Nicolaus v. Leuchtenberg, Gábor Öze (Ton); Lutz Becker, Dagmar Brune, Ulla Dorin, Steve Felton, Ingrid Milker, Cornelia Zaluskowski, Irene vom Bruch (Schnitt). Die ungarischen Filmprojekte wurden vorbereitet und begleitet durch László Bakos.

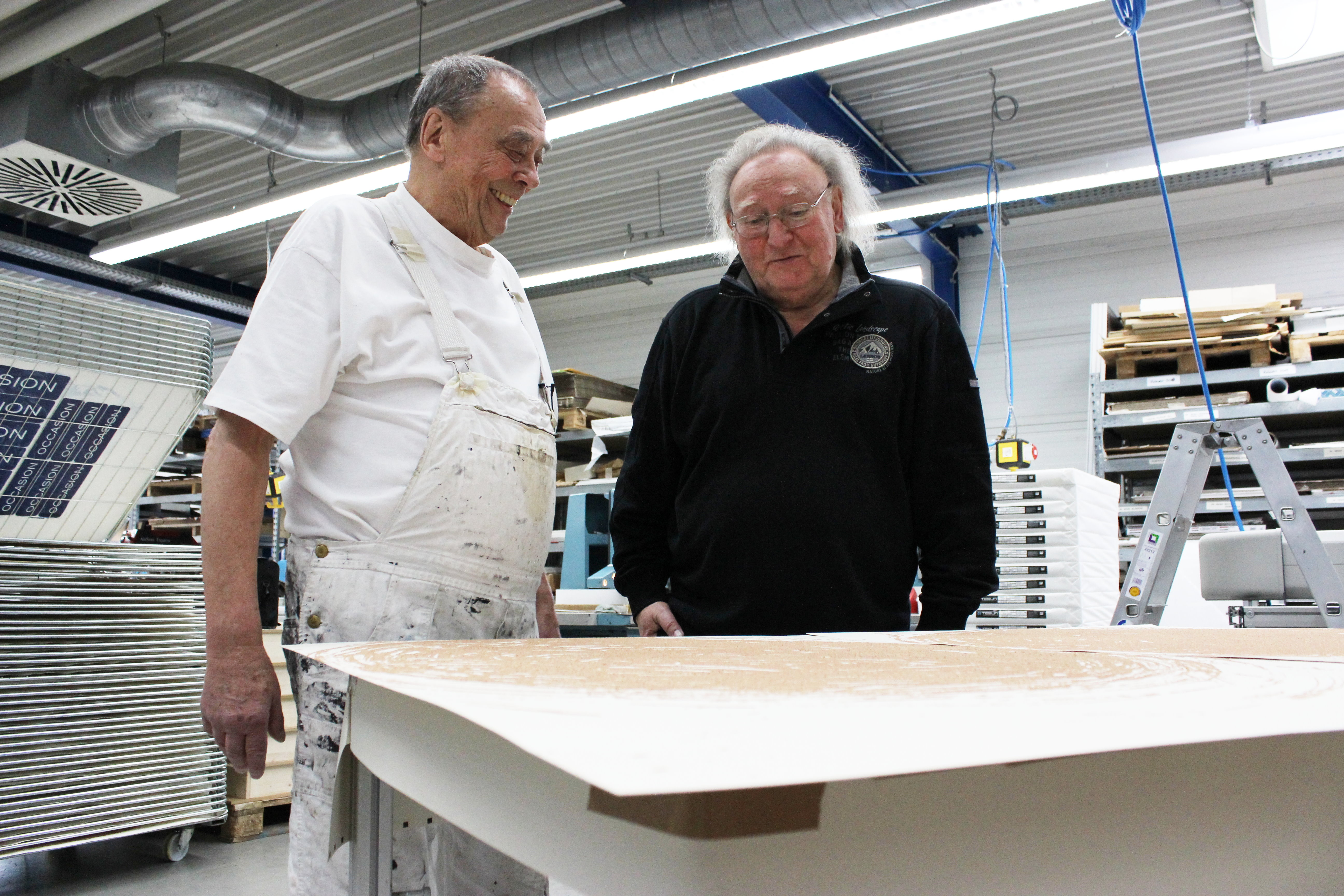
Günther Uecker und Michael Kluth (v.l.) während der Dreharbeiten zu „Huldigung an Hafez“

Michael Kluth engagierte sich für die öffentliche Präsentation seiner Ungarn-Filme, das gilt auch für seine Dokumentationen über kulturelle Themen Ost-Südost-Europas. Sein zentrales Thema hieß bis zuletzt „Günther Uecker“. In dieser Zeit entstanden verschiedene Filmprojekte mit Günther Uecker, u. a. „Huldigung an Hafez“ (siehe Hafis).
Im Jahr 2018 ist das Buch „Günther Uecker - Poesie der Destruktion - Im Dialog mit Michael Kluth 1988–2018“ erschienen. Es beinhaltet Auszüge aus Gesprächen, die der Filmemacher mit Günther Uecker über einen Zeitraum von über 30 Jahren über das Leben und die Arbeit des Künstlers geführt hat, und eine große Anzahl von Farbabbildungen aus den Filmdokumentationen.
Sein letztes Projekt war die Dokumentation der Entstehung der vier neuen Kirchenfenster für den Schweriner Dom durch Günther Uecker, welches er nicht mehr zu Ende bringen konnte.

## Auszeichnungen
- 1998: Verdienstkreuz der Ungarischen Republik (A Magyar Köztársasági Érdemrend kiskeresztje)

## Filmografie (Auswahl)
- 1969: Opernnachwuchs. Berlin, München und Düsseldorf
- 1975: Das Gruteater in Terni – italienische Stahlarbeiter erproben Brechts Lehrstücke
- 1976: Fabeln aus Flandern
- 1976: Friedrich Wolf
- 1978: Das Musiktheater im Revier
- 1978: Kultur in Ungarn, 45 Min., Autoren: Hans-Gert Hillgruber/M. Kluth, K: Uri Adar, T: Christian Lehmann, WDR
- 1979: Der Schauspieldirektor Claus Peymann, 45 Min., A: M. Kluth, K: Uri Adar, T: Christian Lehmann, WDR
- 1980: Tadeusz Kantor – die Familie aus Wielopole, 45 Min., A: M. Kluth, K: Dieter Perschke, WDR
- 1981: Auf den Spuren von Béla Bartók, 45 Min., Autoren: Manfred Eichel/M. Kluth, NDR
- 1981: Marie Woyzeck – Bochumer Versuche, 45 Min., A: M. Kluth, K: Uri Adar, T: Christian Lehmann, WDR
- 1982: Das Landestheater Tübingen/LTT, 45 Min., A: M. Kluth, K: Uri Adar, T: Christian Lehmann, WDR
- 1983: Der Maler Tívadar Csontvary, A: M. Kluth, NDR („Kultur aktuell“)
- 1984: Der Filmregisseur Karóly Makk, A: M. Kluth, NDR („Kultur aktuell“)
- 1984: Ost-West-Kunst – zeitgenössische ungarische Malerei, 45 Min., A: M. Kluth, K: Uri Adar, T: Christian Lehmann, WDR
- 1985: Die Filmregisseurin Márta Mészáros, A: M. Kluth, NDR („Kultur aktuell“)
- 1986: Der Maler Ákos Birkas, A: M. Kluth, NDR („Kultur aktuell“)
- 1986: Drei Maler aus Ungarn, 45 Min., A: M. Kluth, K: Reinhard Dellit, T: Christian Lehmann, WDR
- 1988: Ungarische Malerei in der Hamburger Kampnagel-Fabrik, A: M. Kluth, NDR („Kultur aktuell“)
- 1988: Wien, Wien, nur du allein – in der Hauptrolle Claus Peymann, 45 Min., A: M. Kluth, K: Uri Adar, P: Metrovision-Film Bonn i. A. des WDR
- 1989: Achim Freyer – über die Störung fester Ordnungen, 45 Min., A: M. Kluth, K: Reinhard Dellit, P: Metrovision-Film Bonn i. A. des WDR
- 1989: Deutsches Theater (6 Filme à 30 Min.), A: M. Kluth, K: Uri Adar/Reinhard Dellit, P: W. Gareis i. A. von WDR und InterNationes
- 1990: Günther Uecker – wie ein Bauer auf dem Feld, 45 Min., A: M. Kluth, K: Hubert Neuerburg, Ingo Iserhardt, Ingo Ullerich, T: Rolf W. Hapke, Hans-Joachim Kann, P: Metrovision-Film Bonn i. A. des WDR und InterNationes
- 1991: Theater der Welt in Essen, 45 Min., A: M. Kluth, K: Uri Adar/Reinhard Dellit, T: N. v. Leuchtenberg, P: Metrovision-Film Bonn i. A. des WDR
- 1992: Der Maler Tívadar Csontvary, A: M. Kluth, MDR („Kulturreport“)
- 1992: Bonner Biennale – neue Stücke aus Europa, 45 Min., A: M. Kluth, K Uri Adar/Reinhard Dellit, T: N. v.  Leuchtenberg, P: Metrovision-Film Bonn i. A. des WDR/ARTE
- 1993: Günther Uecker – Der geschundene Mensch/Werkstattfilm, 17 Min., Autoren: M. Kluth, Hubert Neuerburg, Günther Uecker, K: Hubert Neuerburg, P: Metrovision-Film Bonn, i. A. des Instituts für Auslandsbeziehungen (ifa)
- 1993: Der geschundene Mensch – Budapest, 15 Min., A: M. Kluth, K: Hubert Neuerburg, P: Metrovision Film Bonn, i. A. des WDR
- 1993: Die Verlockung bleibt – das Staatsschauspiel Dresden, 60 Min., A: M. Kluth, MDR
- 1994: Geschichten, die man versteht, sind schlecht erzählt – hinter den Kulissen des Schauspiels Leipzig, 60 Min., Autoren: M. Kluth/Sabine Reinhard, MDR
- 1994: Bonner Biennale – neue Stücke aus Europa, 45 Min. A: M. Kluth, K: Uri Adar/Reinhard Dellit, T: N. v. Leuchtenberg, P: Metrovision Film Bonn i. A. des WDR/ARTE
- 1994: Der Balaton – zwischen Wellen und Vulkanen, 30 Min., A; M. Kluth, K: Uri Adar, T: Gabor Öze, P: Metrovision Film Bonn, i. A. des ZDF
- 1994: Achim Freyer – Rebellion gegen das traditionelle Theater, 45 Min., A: M. Kluth, K: Reinhard Dellit, T: N. v. Leuchtenberg, P: Metrovision Film Bonn, i. A. des WDR
- 1995: Heiner Müller – Apokalypse mit Zigarre, 45 Min., A: M. Kluth. Eine P von NDR, SFB, ORB, DW.
- 1996: Krakau – die Seele Polens, 45 Min., A: M. Kluth, K: Reinhard Dellit, T: N. v. Leuchtenberg, P: Metrovision Film Bonn, i. A. des ZDF
- 1996: Theater der Welt – Dresden, 52 Min., A: M. Kluth/Barbara-Ann Rieck, K: Uri Adar/Reinhard Dellit, P: Metrovision Film Bonn, i. A. des MDR/ARTE
- 1996: Bonner Biennale – neue Stücke aus Europa, 52 Min., A: M. Kluth, K: Uri Adar/Reinhard Dellit, T: N. v. Leuchtenberg, P: Metrovision Film Bonn, i. A. des WDR/ARTE
- 1997: Budapest 97 – Spuren der Geschichte und Feier des Jugendstils, 45 Min., A: M. Kluth, K: Uri Adar, T: N. v. Leuchtenberg, P: Metrovision Film Bonn, i. A. des ZDF
- 1997: Tadeusz Kantor – Künstler, Ketzer, Provokateur der Welt, 58 Min, A: M. Kluth, Mitarbeit: Iwonna Trenkner, K: Uri Adar, Reinhard Dellit, Dieter Perschke, Henning Zick, T: Anette Simon, Christian Lehmann, Andreas Reil, Hermann Wocke, P: Metrovision Film Bonn, i. A. des MDR, in Zusammenarbeit mit dem Polnischen Fernsehen und ARTE
- 1997: Lodz – Manchester des Ostens, 45 Min., A: M. Kluth, K: Reinhard Dellit, P: Metrovision Film, Bonn, i. A. des ZDF
- 1998: Der Maler István Nadler, 13 Min., A: M. Kluth, K: Reinhard Dellit, P: Metrovision Film Bonn, i. A. des WDR/ARTE
- 1998: Der Zar lässt grüßen – Theater in St. Petersburg und Moskau, 60 Min., A: M. Kluth, Mitarbeit: Iwonna Trenkner, K: Uri Adar, Dmitrij Medwedjew, Fjodor Simmul, T: Wjatscheslaw Konowalow, N. v. Leuchtenberg, P: Metrovision Film Bonn, i. A. des MDR/ARTE
- 1998: Ákos Birkas im Wiener Museum des 20. Jahrhunderts, 12 Min., A: M. Kluth, K: Uri Adar, P: Metrovision Film Bonn, i. A. des NDR/ARTE
- 1998: Das Ärgernis Brecht – die Wahrheit ist immer konkret, 50 Min., A: M. Kluth, K: Uri Adar, P: Metrovision Film Bonn, i. A. des ZDF
- 1999: György Konrád – ein unbequemer Denker, 45 Min., A: M. Kluth, K: Reinhard Dellit, T: N. v. Leuchtenberg, P: Metrovision Film Bonn, i. A. des ZDF
- 1999: Melancholie des Widerstands – Betrachtungen zur ungarischen Literatur, 36 Min., A: M. Kluth, K: Uri Adar/Reinhard Dellit, T: N. v. Leuchtenberg, P: Metrovision Film Bonn, i. A. des ZDF/3sat
- 1999: Ungarische Schriftsteller, 16 Min.,  A: M. Kluth, P: DM Film – Dieter Milster KG, i. A. des NDR/Metropolis/ARTE
- 1999: Die Bilderwelt des Günther Uecker, 45 Min., A: M. Kluth, K: Uri Adar, T: N. v. Leuchtenberg, P: Metrovision Film Bonn, i. A. des ZDF
- 1999: Béla Tarr – „Werckmeister Harmonien“,  A: M. Kluth, K: Sándor Várkonyi, P: Metrovision Film Bonn, i. A. des WDR/ARTE
- 1999: Claus Peymann – 15 Min., A: M. Kluth, K: Uri Adar, T: N. v. Leuchtenberg, P: Metrovision Film Bonn, i. A. des WDR/ARTE
- 2000: Bonner Biennale – neue Stücke aus Europa, 52 Min., A: M. Kluth, K: Uri Adar/Reinhard Dellit, T: N. v. Leuchtenberg, P: Metrovision Film Bonn, i. A. des WDR/ARTE
- 2000: Kulturkampf in Ungarn – die Freiheit in Gefahr? 45 Min., A: M. Kluth, K: Reinhard Dellit, T: N. v. Leuchtenberg, P: Metrovision Film Bonn, i. A. des NDR
- 2000: Claus Peymann – Theatermacher als Zeitzeugen, 45 Min., A: M. Kluth, K: Uri Adar, T: N. v. Leuchtenberg, P: Metrovision Film Bonn, i. A. des ZDF
- 2001: In der Weite der Puszta – die Hortobágy-Steppe, 45 Min., A: M. Kluth, K: Uri Adar, T: N. v. Leuchtenberg, P: Metrovision Film Bonn, i. A. des NDR
- 2001: Günther Uecker in Belgrad, 14 Min., A: M. Kluth, K: Patrick Metzger, P: Metrovision Film Bonn, i. A. des WDR
- 2001: Stadtporträt Bukarest, 12 Min., A: M. Kluth, P: Metrovision Film Bonn, i. A. des WDR/ARTE
- 2002: „Taking Sides“ – István Szabó – A: M. Kluth, K: Sándor Vákonyi, T: Gabor Öze, P: Metrovision Film Bonn, i. A. des WDR/ARTE
- 2002: Stadtporträt Belgrad, 12 Min., A: M. Kluth, P: Metrovision Film Bonn, i. A. des WDR/ARTE
- 2002: Bonner Biennale/Theater der Welt, 45 Min., A: M. Kluth, K: Uri Adar/Reinhard Dellit, T: N. v. Leuchtenberg, P: Metrovision Film Bonn, i. A. von WDR/3sat
- 2002: Der Bürgermeister, der Dichter und ein toter Held, 45 Min., A: M. Kluth, Mitarbeit: László Bakos, K: Sándor Várkonyi, T: Gabor Öze, P: Metrovision Film Bonn, i. A. des WDR
- 2002: Das Donaudelta – fremde Welt der Sümpfe, 45 Min. A: M. Kluth, Mitarbeit: Razvan Voiculescu, K: Uri Adar, T: N. v. Leuchtenberg, P: Metrovision Film Bonn, i. A. des NDR
- 2003: Erlebnisreisen – Rumänien, die Wunderwelt des Donaudeltas, 30 Min., A: M. Kluth, K: Uri Adar, T: N. v. Leuchtenberg, P: Metrovision Film Bonn, i. A. des WDR
- 2003: Imre Kertész – Roman eines Schicksallosen, 10 Min., A: M. Kluth, K: Sándor Várkonyi, T: Gabor Öze, P: Metrovision Film Bonn, i. A. des WDR/ARTE
- 2003: Der Pester Lloyd, 10 Min., A. M. Kluth, K: Uri Adar, T: N. v. Leuchtenberg, P: Metrovision Film Bonn, i. A. des MDR/ARTE
- 2004: Günther Uecker und das Rütli, 15 Min., A: M. Kluth, K: Uri Adar, T: N. v. Leuchtenberg, P: Metrovision Film Bonn, i. A. von Lukas-Leuenberger
- 2004: Günther Uecker, 13 Min., A: M. Kluth, K: Uri Adar, T: N. v. Leuchtenberg, P: Metrovision Film Bonn, i. A. von InterNationes/Goethe-Institut (Kubus)
- 2004: Porträt Achim Freyer, 12,30 Min., A: M. Kluth, K: Reinhard Dellit, T: N. v. Leuchtenberg, P: Metrovision Film Bonn, i. A. des Goethe-Instituts
- 2004: Günther Uecker, 44 Min., A: M. Kluth, K: Uri Adar, T: N. v. Leuchtenberg, P: Metrovision Film Bonn, i. A. von InterNationes/Goethe-Institut
- 2004: Neugier, Wagnis, Abenteuer – wie der Tell aufs Rütli kam, 15 Min., A: M. Kluth, K: Uri Adar, T: N. v. Leuchtenberg, P: Metrovision Film Bonn, i. A. des MDR/ARTE
- 2004: Günther Uecker – Poesie der Destruktion, 52/45 Min., A: M. Kluth, K: Uri Adar/Hubert Neuerburg, T: N. v. Leuchtenberg, P: Metrovision Film Bonn, i. A. des WDR/ARTE
- 2004: Der ungarische Maler István Nadler, 11 Min., A: M. Kluth, K: Reinhard Dellit, T: N. v. Leuchtenberg, P: Metrovision Film Bonn, i. A. des WDR/ARTE
- 2005: Friedrich Schiller – Idealist, Nationalist, Revolutionär? 52 Min., A: M. Kluth, K: Uri Adar/Henry Schmahlfeldt, T: N. v. Leuchtenberg, P: Metrovision Film Bonn, i. A. des MDR/ARTE
- 2006: ZERO –  eine europäische Bewegung, 48 Min., A: M. Kluth, Mitarbeit: Anna Lenz, K: Uri Adar, T: N. v. Leuchtenberg, P: Metrovision Film Bonn, i. A. von Anna Lenz
- 2006: Der ungarische Schriftsteller Sándor Márai, A: M. Kluth, K: Sándor Várkonyi, MDR /„Kulturreport“
- 2006: 1956 – Fünfzig Jahre ungarischer Aufstand, A: M. Kluth, K: Sándor Várkonyi, MDR/„Kulturreport“
- 2007: Günther Uecker –  Der geschundene Mensch –  Verletzungen/Verbindungen, 28 Min., A: M. Kluth, K: Uri Adar, T: N. v. Leuchtenberg, P: Metrovision Film Bonn, i. A. des Instituts für Auslandsbeziehungen (ifa).
- 2008: Günther Uecker –  Poesie der Erinnerung, 45 Min. A: M. Kluth, K: Uri Adar, T: N. v. Leuchtenberg. Eine Produktion der Metrovision Film Bonn/TVS Bonn.
- 2009: Günther Uecker – Works on paper, 30 Min., A: M. Kluth, K: Uri Adar/Henry Schmahlfeldt, T: N. v. Leuchtenberg, P: Metrovision Film Bonn, i. A. der Galerie Geuer & Breckner, Düsseldorf
- 2009: Der müde Tod, 10 Min., Autoren: Michael Klut, K: H. Schmahlfeldt, T: N. v. Leuchtenberg, Schnitt: Robert Dohmann, © 2009 Arthena Foundation Monika Schnetkamp
- 2009: Remote Memories, 10 Min., A: M. Kluth, K: H. Schmahlfeldt, T: N. v. Leuchtenberg, S: R. Dohmann, © 2009 Arthena Foundation Monika Schnetkamp
- 2009: Die andere Seite, 10 Min., A: M. Kluth, K: H. Schmahlfeldt, T: N. v. Leuchtenberg, S: R. Dohmann, © 2010 Arthena Foundation Monika Schnetkamp
- 2010: East Bound, 10 Min., A: M./Kluth, H. Schmahlfeldt, K: H. Schmahlfeldt, T: N. v. Leuchtenberg, Schnitt: Robert Dohmann, © 2010 Arthena Foundation Monika Schnetkamp
- 2010: The Fate of Irony, 11 Min.,  A: M. Kluth/H. Schmahlfeldt, K: H. Schmahlfeldt, T: N. v. Leuchtenberg, Schnitt: Robert Dohmann, © 2010 Arthena Foundation Monika Schnetkamp
- 2010: Below Zero, 11 Min., A: M. Kluth/H. Schmahlfeldt, K: H. Schmahlfeldt, T: N. v. Leuchtenberg, Schnitt: R. Dohmann, © 2010 Arthena Foundation Monika Schnetkamp
- 2010: Das Nahe und das Ferne, 11 Min., A: M. Kluth/H. Schmahlfeldt, K: H. Schmahlfeldt, T: N. v. Leuchtenberg, S: R. Dohmann, © 2010 Arthena Foundation Monika Schnetkamp
- 2011: Mind the Gap, 11 Min., A: M. Kluth/H. Schmahlfeldt/K: H. Schmahlfeldt, T: N. v. Leuchtenberg, Schnitt: Robert Dohmann, P: Metrovision Film Bonn, i. A. von Kai 10/Arthena Foundation
- 2011: Expanded Territory, 11 Min., A: M. Kluth/H. Schmahlfeldt, K: H. Schmahlfeldt, T: N. v. Leuchtenberg, S: R. Dohmann, © 2011 Arthena Foundation Monika Schnetkamp
- 2012: Reflexion und Einfühlung, 11 Min., A: M. Kluth/H. Schmahlfeldt, K: H. Schmahlfeldt, T: N. v. Leuchtenberg, S: Lutz Becker, © 2012 Arthena Foundation Monika Schnetkamp
- 2012: Hidden Stories, 10 Min., A: M. Kluth/H. Schmahlfeldt, K: H. Schmahlfeldt, T: N. v. Leuchtenberg, Schnitt: Lutz Becker, © 2012 Arthena Foundation Monika Schnetkamp
- 2012: Beyond the Surface, 11 Min., Autoren: M. Kluth/H Schmahlfeldt, K: Henry Schmahlfeldt, T: N. v. Leuchtenberg, Schnitt: Lutz Becker, © 2012 Arthena Foundation Monika Schnetkamp
- 2013: Drawing a Universe, 11 Min., A: M. Kluth, H. Schmahlfeldt, K: Henry Schmahlfeldt, T: N. v. Leuchtenberg, Schnitt: L. Becker, © 2013 Arthena Foundation Monika Schnetkamp
- 2013: Vom Eigensinn der Dinge, 11 Min., A: M. Kluth/H. Schmahlfeldt, K: Henry Schmahlfeldt, T: N. v. Leuchtenberg, S: Lutz Becker, © 2013 Arthena Foundation Monika Schnetkamp
- 2013: Thomas Zipp: Comparative Investigation about the Disposition of the Width of a Circle (Kollaterales Event der 55. Internationalen Kunstausstellung – La Biennale di Venezia 2013), Langfassung 30 Min. Kurzfassung 10 Min., Autoren: M. Kluth, H. Schmahlfeldt, K: Henry Schmahlfeldt, T: N. v. Leuchtenberg, Schnitt: Lutz Becker, © 2013 Arthena Foundation Monika Schnetkamp
- 2014: Collagierte Skulpturen, 11 Min., A: M. Kluth, H. Schmahlfeldt, K: H. Schmahlfeldt, T: N. v. Leuchtenberg, Schnitt: L. Becker, © 2014 Arthena Foundation Monika Schnetkamp
- 2014: Backdoor Fantasies, 11 Min., A: M. Kluth/H. Schmahlfeldt, K: H. Schmahlfeldt, T: N. v. Leuchtenberg, S: L. Becker, © 2014 Arthena Foundation Monika Schnetkamp
- 2014: Lost Paradise, 11 Min., A: M. Kluth/H. Schmahlfeldt, K: H. Schmahlfeldt, T: N. v. Leuchtenberg, S: L. Becker, © 2014 Arthena Foundation Monika Schnetkamp
- 2014: Der geschundene Mensch – Günther Uecker in Havanna, 30 Min., Autoren: Michael Kluth/Henry Schmahlfeldt, K: H. Schmahlfeldt, T: N. v. Leuchtenberg, Schnitt: L. Becker, P: Metrovision Film Bonn, i. A. des Instituts für Auslandsbeziehungen (ifa) und der Geuer & Geuer ART GmbH
- 2015: Broken Spaces, 11 Min., A: M. Kluth/H. Schmahlfeldt, K: H. Schmahlfeldt, T: N. v. Leuchtenberg, S: Lutz Becker, © 2015 Arthena Foundation Monika Schnetkamp
- 2015: Spirit of Austria, 11 Min., A: M. Kluth/H. Schmahlfeldt, K: H. Schmahlfeldt, T: N. v. Leuchtenberg, S: Lutz Becker, © 2015 Arthena Foundation Monika Schnetkamp
- 2015: Kraftmensch und Poet – der Weltkünstler Günther Uecker, 45 Min., Autoren: M. Kluth/Anke Rebbert, K: Uri Adar/Hubert Neuerburg/Henry Schmahlfeldt, T: Nicolaus v. Leuchtenberg, P: Metrovision Film Bonn und WDR.
- 2016: Günther Uecker – Huldigung an Hafez, 20 Min., A: Michael Kluth/Henry Schmahlfeldt, K: H. Schmahlfeldt, T: N. v. Leuchtenberg, S: Lutz Becker, P: Metrovision Film, i. A. Kunstverlag Till Breckner, Düsseldorf, © Günther Uecker, Metrovision Film.
- 2016: Günther Uecker – Huldigung an Hafez 2
- 2016: Tücher – Günther Uecker auf Wustrow
- 2016: Less is a bore. Reflections on Memphis
- 2017: Metamorphosis, Schnitt: Irene vom Bruch
- 2022: Günther Uecker und der Schweriner Dom. Humanität in Glas, Schnitt: Irene vom Bruch

## Bücher
- Günther Uecker – Poesie der Destruktion – Im Dialog mit Michael Kluth – 1988–2018. Reihe Ateliergespräche, Mitteldeutscher Verlag, 2018 ISBN 978-3-96311-038-2

## Belege
1. ↑  Traueranzeige Frankfurter Rundschau Samstag 6. April 2024
2. ↑  Objektkünstler Günther Uecker und Filmemacher Michael Kluth dachten in Rerik laut über ihr künstlerisches Schaffen nach.
3. ↑  Deutsch-Ungarischer Abend: Eine Filmvorführung mit kleinen Pannen.
4. ↑  Podiumsdiskussion beim Beethovenfest
5. ↑  Günther Uecker zeigt Fensterentwürfe für Schweriner Dom, Zeit Online

| Personendaten    | Personendaten                         |
| ---------------- | ------------------------------------- |
| NAME             | Kluth, Michael                        |
| KURZBESCHREIBUNG | deutscher Filmautor und Filmproduzent |
| GEBURTSDATUM     | 1. August 1939                        |
| GEBURTSORT       | Zeitz, Sachsen-Anhalt                 |
| STERBEDATUM      | 5. März 2024                          |
| STERBEORT        | Much, Nordrhein-Westfalen             |